# Дело Калининых
Дело Калининых — уголовное дело 1980-х годов по обвинению супругов Геннадия и Инны Калининых в хищении государственных наград у ветеранов Великой Отечественной войны и совершении трёх убийств.

## Ход событий
Геннадий и Инна Калинины были жителями Иванова, Инна Калинина училась в институте.
В 1980 году они примкнули к крупной преступной группировке, промышлявшей кражами государственных наград у ветеранов Великой Отечественной войны, в которую входило до 20 человек. Во главе банды стоял некий Тарасенко, у которого впоследствии было обнаружено 100 тысяч рублей, полученных на перепродаже ворованных орденов.
Геннадий и Инна Калинины гастролировали по городам Советского Союза. Приезжая в новый город, они списывали данные ветеранов с городских Досок почёта, после чего получали их адреса через горсправку. Иногда Геннадий Калинин шёл в местные советы ветеранов, где представлялся журналистом и узнавал необходимую информацию. Затем, появляясь в квартирах намеченных жертв, Калинины представлялись журналистами и просили дать им интервью, на что практически всегда получали согласие. Во время «интервью» Калинины просили ветерана принести воды, и, когда тот уходил, они крали награды и скрывались из квартиры.
За три года они совершили 39 схожих преступлений в 19 городах СССР (известно об их преступлениях в Одессе, Бендерах, Брянске, Владимире, Рязани, Ярославле, Покрове, Тирасполе, Павловском Посаде, Кишинёве, Электростали, Белгороде, Туле, Смоленске, Курске и Орле). Их добычей стало свыше 50 орденов Ленина, 6 золотых звёзд Героев Советского Союза, 7 золотых медалей Героев Социалистического Труда, и десятки других орденов и медалей.
К лету 1983 года Калинины имели около 40 тысяч рублей, которые были ими выручены за продажу орденов. В то же время они решились совершить нападение на квартиру Героя Советского Союза, кавалера многих наград, вице-адмирала в отставке Георгия Холостякова. Перед поездкой в Москву Калинин и один из его сообщников (Инна Калинина сдавала зачёт в институте и не присутствовала при совершении преступления) совершили налёт в селе Елнать Ивановской области на дом вдовы местного священника. Во время налёта женщина попыталась поднять шум, и Калинин убил её ударом монтировки. Итог налёта разочаровал убийц — вместо ожидаемых старинных икон в серебряных окладах в доме были простые иконы в обычных окладах общей стоимостью 90 рублей.
13 июля 1983 года Калинины приехали в Москву. В «Мосгорсправке» они получили адрес Холостякова — дом № 19 на Тверском бульваре, и направились к нему. Они представились ему студентами заочного отделения журфака МГУ. Холостяков впустил их в свою квартиру. Около часа продолжалось «интервью», затем Калинины ушли. На прощание Холостяков подарил им свою книгу с автографом. На следующий день, 14 июля, Калинины вернулись к Холостяковым. Когда они собирались приступить к осуществлению задуманного плана, к адмиралу неожиданно пришёл его знакомый, писатель Николай Ланин. В восемь часов утра 18 июля 1983 года Калинины пришли к Холостяковым в третий раз. Удивившись их визиту, адмирал всё же пустил их. Кроме него, в квартире находилась его жена, Наталья Васильевна (Наталья Васильевна в первом браке была женой Героя Советского Союза — Цезаря Куникова, погибшего в 1943 году при защите плацдарма на Малой земле возле Новороссийска), и 20-летняя внучка Наталья, спавшая в дальней комнате. Визит вызвал подозрения у жены вице-адмирала, и та попыталась пройти к входной двери. Тогда Калинин расстегнул спортивную сумку, достал из неё монтировку, вышел в прихожую и убил женщину ударом по голове. На шум из комнаты вышел Холостяков, и Калинин нанёс ему несколько ударов той же монтировкой по голове, от чего он потерял сознание. Как впоследствии выяснилось, врачи могли бы его спасти, если бы, уходя, Калинины не заперли дверь. Убив хозяев, те украли из шифоньера китель с орденами, а также орденские книжки и несколько хрустальных вазочек. Вскоре проснулась внучка хозяев квартиры, обнаружившая их тела и вызвавшая милицию.
Впоследствии Калинины продолжили совершение преступлений по старой схеме.

## Арест, следствие и суд
Информация об убийстве вице-адмирала Холостякова дошла до генерального секретаря ЦК КПСС Юрия Андропова, который приказал присвоить делу статус «особо важного» и раскрыть его в кратчайшие сроки. Следствие первоначально не сочло нужным рассматривать версию об убийстве ради завладения государственными наградами Холостякова, посчитав, что китель был похищен для отвода глаз, так как ранее в СССР подобного не происходило.
Через некоторое время был арестован главарь банды Тарасенко, который выдал Калининых. В октябре 1983 года они были арестованы. Следствие длилось около года, после чего дело было передано в суд. В своём последнем слове Калинин заявил, что он не просит о снисхождении. По воспоминаниям следователя, Калинин больше всего жалел, что втянул в криминальную деятельность свою жену. В 1984 году Геннадий и Инна Калинины были признаны виновными и приговорены соответственно к высшей мере наказания — смертной казни через расстрел и 15 годам лишения свободы. Приговор в отношении Геннадия Калинина был приведён в исполнение. Ордена были помещены в музей Тихоокеанского флота. По некоторым сведениям, часть из них оттуда исчезла, так как в открытой экспозиции представлен лишь британский орден адмирала.
Свою версию расследования представил ветеран-оперативник Алексей Пель-Дмитриев .

## Документальное кино
- Документальный фильм «Проклятые навеки» из цикла «Следствие вели» (2011)
- Документальный фильм «Смерть адмирала» из цикла «Легенды советского сыска» (2019)